# パトリア (フィンランドの企業)
パトリア（フィンランド語:Patria Oyj）は、フィンランド・ヘルシンキに本社を置く防衛・航空宇宙関連企業。

## 概要
パトリアは、1921年にスオメンリンナに設立された航空機工場（Ilmailuvoimien Lentokonetehdas）を起源とし、1997年の防衛産業と国有軍需工場の再編によって誕生した。自社製兵器システムの開発と製造に加え、BAe ホークやF/A-18などの航空機やその部品のライセンス生産、装備品の保守、そしてパイロットの訓練など、包括的な防衛関連サービスを提供している。
パトリアの株式の50.1%はフィンランド政府が保有し、残り49.9%はノルウェーのコングスベルグ・ディフェンス&エアロスペースが保有している。

## 歴史
- 1997年　Vammas、Lapua、Sisu Defence、Vihtavuori、Finavitecが合併し、現在のパトリアが誕生。
- 1998年　Raufoss (ノルウェー)、Patria (フィンランド)、Celsius (スウェーデン)の3社共同出資により、弾薬・ミサイルの製造会社Nammoを設立。
- 1999年　Ostermans Aero AB（スウェーデン）を買収。
- 2001年　EADSが株式の26.8%を取得。
- 2003年　Pilot Factoryの株式50％を取得し、民間パイロット育成事業に参入。
- 2004年　Pilot Factoryの株式100%を取得。
- 2005年　フィンランド空軍の初等訓練を委託される。
- 2006年　装備品の保守・整備サービスを提供する企業Millogを設立。
- 2014年　宇宙部門をRUAG（スイス）に売却。
- 2016年　フィンランド政府が株式の49.9%をコングスベルグに売却。
- 2017年　エストニアのMilrem LCM社の株式60%を取得。
- 2019年　Belgium Engine Center（ベルギー）の所有権を取得。
- 2021年　日本法人Patria Japan設立[2]。
- 2022年　NEDAERO（オランダ）の株式を100％を取得。

## 主な製品

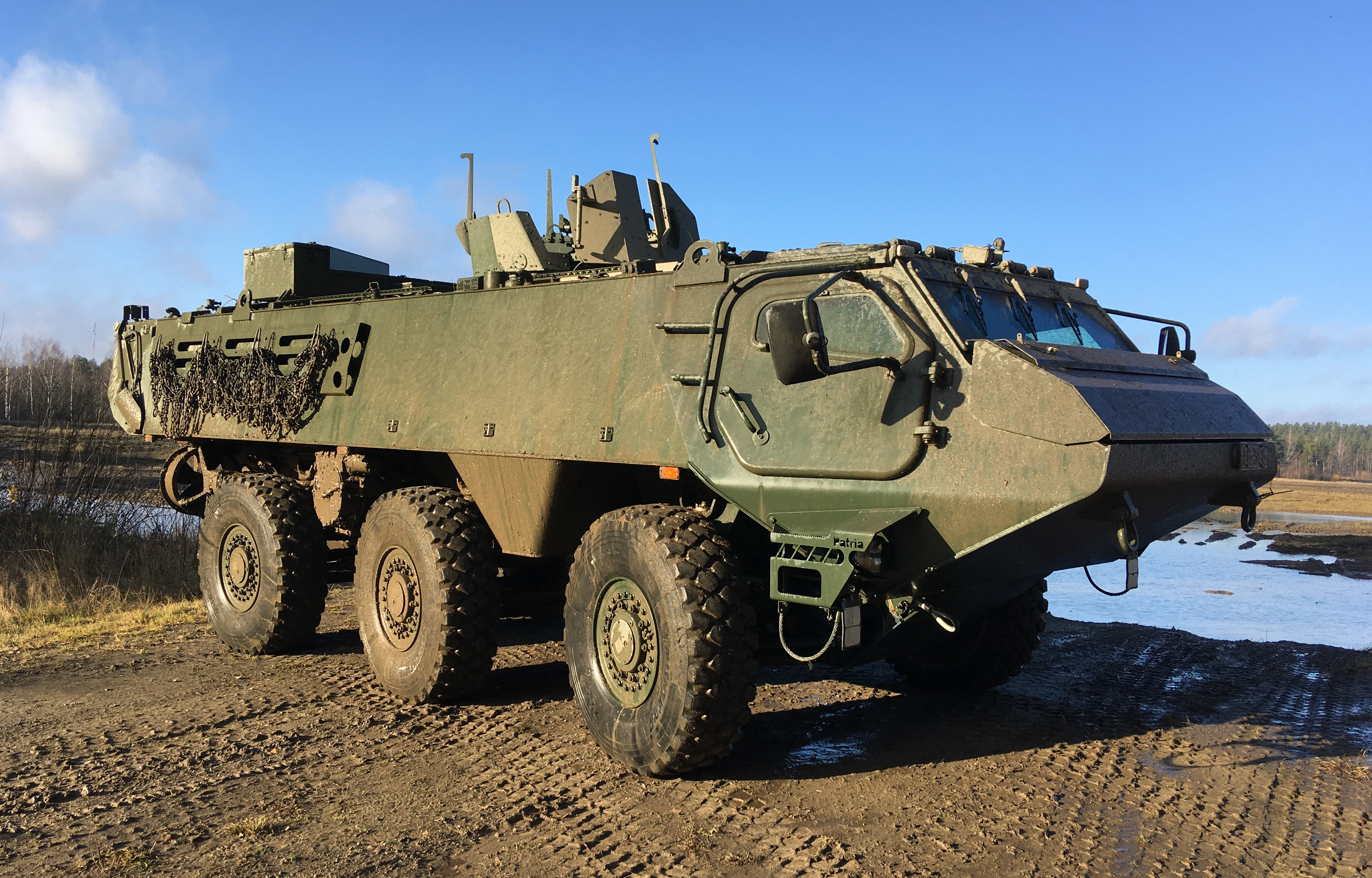
パトリア6x6

### 装甲兵員輸送車
- パトリアAMV
- パトリア6x6（英語版）
- XA-180（シスオート傘下シスディフェンス）

### 火砲
- NEMO
- AMOS
- K98 155mm榴弾砲

### 航空機部品
- F-35 ライトニングII
- ボーイング 787
- エアバス A320
- エアバス A380
- エアバス A400M
- エンブラエル ERJ 145
- サーブ 340
- サーブ 2000
- NH90

## 不祥事
スロベニアはNATOに加盟後、2006年に装甲兵員輸送車パトリアAMV135両の輸入を決定した。
2008年、この契約を巡ってスロベニア首相と国防省高官を巻き込む2100万ユーロの贈収賄疑惑が報道された。同年5月、パトリア本社に強制捜査が入り、複数の社員が逮捕された。パトリアCEOは関与を否定したものの、捜査が進行中の同年8月に辞職した。
　（パトリア事件も参照）
パトリアは1999年にエジプトへの榴弾砲輸出、2007年と2008年にクロアチアへの装甲兵員輸送車輸出でも同様の汚職事件を起こしている。